# Cheilanthes pulchella
Cheilanthes pulchella is een varen uit de lintvarenfamilie (Pteridaceae) die endemisch is in Macaronesië, de eilandengroep die de Canarische Eilanden, Madeira, de Azoren en de Kaapverdische Eilanden omvat.

## Naamgeving enetymologie
De botanische naam Cheilanthes is afgeleid van het Oudgriekse χεῖλος (cheilos), "lip" of "rand" en ἄνθος (ánthos), "bloem", naar de sporenhoopjes die op de rand van het blad gelegen zijn. De soortaanduiding pulchella komt van het Latijnse 'pulchellus', "mooi".

## Kenmerken
Cheilanthes pulchella is een kleine varen met een diepgaand rizoom en in losse bundels geplaatste bladen, met een opvallend rode bladsteel, iets langer dan de bladschijf zelf. De bladschijf is ovaal tot small driehoekig, tot driemaal geveerd, met lijnlancetvormige, gaafrandige bladslipjes, de grotere vaak gelobd aan de basis.
De sporenhoopjes staan aan de onderzijde langs de rand van de blaadjes, beschermd door de transparante bladrand, die over de ganse lengte van het blad is omgekruld, een zogenaamd pseudoindusium. Er zijn geen echte dekvliesjes.

## Habitaten verspreiding
C. pulchella is een terrestrische varen die vooral te vinden is op bijna naakte vulkanische bodem. Hij is uitstekend aangepast aan zowel warmte (thermofiel) als direct zonlicht (heliofiel) en verkrijgt zijn water vooral uit de mist die vanuit de zee opstijgt.
... · C. acrostica · C. guanchica · C. hispanica · C. maderensis · C. micropteris · C. pulchella · C. tinaei · ...